# A Worm's Life
A Worm' Life è il terzo album della band canadese Crash Test Dummies pubblicato nel 1996.
Originariamente il singolo principale doveva essere Overachievers, ma invece lo fu He Liked to Feel It. Il video di quest'ultimo fece molto scalpore in quegli'anni.

## Tracce
1. Overachievers – 3:44
2. He Liked to Feel It – 3:55
3. A Worm's Life – 2:56
4. Our Driver Gestures – 3:36
5. My Enemies – 3:14
6. There Are Many Dangers – 3:46
7. I'm Outlived by That Thing? – 3:13
8. All of This Ugly – 3:19
9. An Old Scab – 3:50
10. My Own Sunrise – 3:34
11. I'm a Dog – 3:47
12. Swatting Flies – 2:51

## Musicisti
- Brad Roberts - cantante, chitarra
- Ellen Reid - tastiera, coro, pianoforte
- Benjamin Darvill - chitarra, armonica, theremin, melodica
- Dan Roberts - basso
- Mitch Dorge - batteria, percussioni

Altri musicisti
- Simon Franglen - corno
- Murray Pulver - assolo di chitarra in I'm A Dog e All Of This Ugly